# جشمة بهن (شمس أباد)
جشمة بهن (بالفارسية: چشمه پهن) هي قرية تقع في إيران في مركزي. يقدر عدد سكانها بـ 679 نسمة بحسب إحصاء 2016.